# Little Barugh
Little Barugh – przysiółek w Anglii, w North Yorkshire. Leży 8,5 km od miasta Malton, 32,1 km od miasta York i 304 km od Londynu. Little Barugh jest wspomniana w Domesday Book (1086) jako Alia Berg/Berch/Berg.